# 한국형 초음속 대함미사일

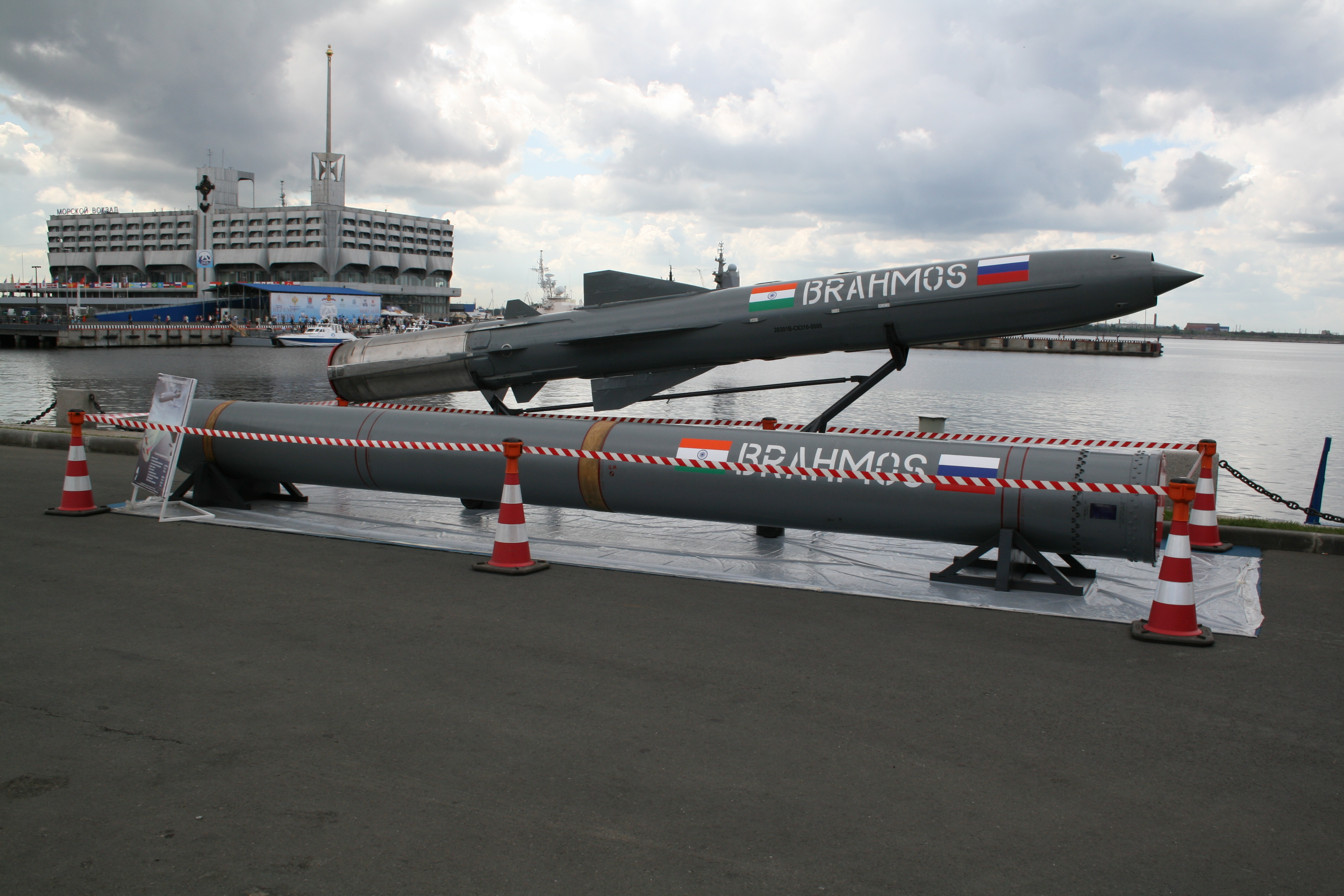
인도판 P-800 야혼트인 브라모스 순항미사일

한국형 초음속 대함미사일은 2000년대부터 연구를 시작해서2015년에 개발을 마무리할 예정이였으나 더 강력한 소형화 요구와 핵심기술 확보때문에 계속된 개발끝에 2017년 개발완료된 미사일이다. 2014년에 초고속비행체 특화연구센터를 설립하는 등 초음속 미사일에 관련한 핵심기술을 확보하기 위해 노력 중이다. 국방과학연구소와 한국과학기술원의 주도로 개발을 하고 있으며 여러 대학과 연구기관들이 협력중이다.
2021년 9월 15일, 발사 시험을 성공적으로 마치면서 일반에 공개되었다.

## 성능
전장은 6.6m 이하, 최대 직경은 53cm이며, 발사 총중량은 1.5톤에 불과하다. 400~500km의 사거리에 순항속도는 마하 3 이상이며 데이터 링크를 통한 유도 제어,스텔스 설계, Ku 밴드 레이다와 열영상 장비 및 가시광선 탐색기를 모두 채용한 다중모드 탐색기를 통해 적함의 약점을 타격하거나 재밍에 대한 높은 대응 능력을 보일 것으로 본다. 또한 러시아로부터 하드웨어 의외에도 대함미사일 공격 알고리즘이나 네트워크의 사용방법 등 중요한 기반 자료를 많이 얻어내어 회피기동 능력도 P-800 야혼트 수준으로 구현해낼 수도 있다.

## 기술 개발
한국항공우주연구원이 스크램제트 엔진에 관한 기술을 2009년까지 개발 및 시험했으며국방과학연구소가 2013년에 이중연소 램제트 기술에 관한 특허를 냈다.이 발명을 통해 이중연소 램제트로 스크램 제트의 최소 운용가능 속력을 마하 2까지 낮출 수 있게 되었다. 또한 램제트 엔진용으로 개발된 RJ-5와 동등한 고성능 액체추진체를 2012년부터 2014년까지 2년에 걸쳐 개발했다.이 연료는 기존의 액체연료보다 밀도와 단위부피당 발열량이 세계 최고 수준이다. 또한 고성능 액체추진제 시제품 2종(HPTF-1,HPTF-2)의 개발 및 시험분석평가를 2015년부터 시작해 2018년에 종료할 예정이다. 그리고 열차폐도 갖추기 위해 경사기능 복합재료 개발도 추진되었다. 1400~2000K에 달하는 온도환경에서도 내열부품과 구조물의 열적 안정성을 확보하기 위해서이다. 그리고 수천도 이상의 극초온에서도 내열성과 내열충격성 그리고 전파투과특성을 갖는 직물형 레이돔 핵심기술도 확보중이다. 첨두용 열보호 시스템 관련 핵심기술도 확보중에 있다.초고온의 환경에서도 장기간 비행할 수 있는 날개도 개발중에 있다.
인도는 한국처럼 야혼트를 기술을 도입해 러시아와 합작개발로 브라모스 순항미사일을 개발중이다. 인도는 브라모스 성능 개량작업에 착수, 현재 400km 수준인 사거리를 800km로 배로 확대한다는 계획이다. 앞서 인도는 러시아와 2017년 초 브라모스의 사거리를 290km에서 최대 450km로 확대하기로 합의했다.
인도 국방부 산하 방위연구개발국 소속 연구원은 브라모스 사거리 300 km를 600 km로 늘리는데, 소프트웨어와 하드웨어를 조금만 손보면 될 정도로 별다른 어려움이 없다고 말했다.

## 제원
- 길이: 6.6 m
- 직경: 53 cm
- 무게: 1.5톤
- 사거리: 300~600 km
- 속도: 마하 2.5~
- 탄두중량: 200~300kg
- 유도방식: 데이터 링크를 통한 유도, Ku 밴드 액티브 레이다 유도, 적외선 유도, CCD 유도
- 특징: 스텔스 설계

## 같이 보기
- P-800 야혼트